# Andryala laxiflora
Andryala laxiflora es una planta herbácea de la familia Asteraceae, originaria de la región del Mediterráneo.

## Descripción
A.laxiflora especie anual, que se diferencia por sus capítulos, dispuestos en inflorescencias corimbiformes, o solitarios sobre pedúnculos largos. El involucro, de 10-13 x 12-18 mm, posee brácteas involucrales dispuestas en 4-6 filas, con numerosos pelos unicelulares glandulares y eglandulares, además de pelos estrellados. La parte superior del tallo presenta numerosos pelos glandulares y las hojas son de oblanceoladas a lineares, enteras o sinuado-dentadas.

## hábitat y distribución
Se distribuye por Marruecos, Península ibérica, Islas Canarias, Argelia, Congo.

## Taxonomía
|  | Andryala laxiflora fue descrita por Augustin Pyrame de Candolle y publicado en Prodr. 7: 246 (1838) Etimología Andryala: nombre genérico con derivación dudosa. Quizás procede del griego aner, andros que significa "macho" e hyalos, que significa "cristal". laxiflora: epíteto latíno que alude a la disposición laxa de los capítulos. Citología Número de cromosomas de Andryala laxiflora (Fam. Compositae) y táxones infraespecíficos: n=9. |

Sinonimia
- Andryala floccosa Pomel (1874)
- Andryala laxiflora var. candicans Maire
- Rhodanthemum floccosa Pomel[10]
- Andryala arenaria subsp. mariana' Rivas Goday & Bellot
- Andryala laxiflora var. candicans Maire
- Andryala malacitana Haens. ex Willk.
- Andryala sinuata subsp. laxiflora (DC.) Nyman
- Rhodanthemum floccosa Pomel[11]

## Nombre común
- Castellano: árnica, árnica borde, chicoria de la pared, pata de perro.[12] "trapera".[8]